# Cuttoli-Corticchiato
Cuttoli-Corticchiato je naselje in občina v francoskem departmaju Corse-du-Sud regije - otoka Korzika. Leta 1999 je naselje imelo 1.473 prebivalcev.

## Geografija
Kraj leži na zahodni strani otoka Korzike 18 km severovzhodno od središča Ajaccia.

## Uprava
Občina Cuttoli-Corticchiato skupaj s sosednjimi občinami Bocognano, Carbuccia, Peri, Sarrola-Carcopino, Tavaco, Tavera, Ucciani, Valle-di-Mezzana in Vero sestavlja kanton Celavo-Mezzana s sedežem v Bocognanu. Kanton je sestavni del okrožja Ajaccio.
1. ↑  »Populations légales 2016«. Nacionalni inštitut za statistične in gospodarske raziskave. Pridobljeno 25. aprila 2019.